# Famille Freudenreich
 (avril 2023).
La famille Freudenreich, ou famille von Freudenreich dès 1783, est une famille bourgeoise de Berne.
Il existe plusieurs branches de cette famille, en France (alsace), Allemagne et Suisse.
Freudenreich traduit de l’allemand signifie « riche de joie » ou « de Joyeuses » : nom, descendant du Duc de Joyeuses.

## Histoire
Le premier membre connu de la famille est Peter Rigodio (Rigaudius, Rigodius), dont le nom est germanisé en Freudenreich, originaire de Fribourg.
Peter († 1577), fils du précédent, entre au Grand Conseil en 1571. Son descendant, Peter (1564-1616), accède au Petit Conseil en 1599. À partir de cette période, les Freudenreich sont présents sans interruption, jusqu'en 1798, au Grand Conseil, et régulièrement au Petit Conseil.
Le patronyme prend la particule en 1783.

## Charges
Les membres de cette famille obtiennent des charges administratives (bailli, maisonneur, directeur des sels) et politiques (banneret, avoyer).

## Filiation
- Peter Rigodio
  - Peter Freudenreich (?-1577)
    - Peter Freudenreich (1564-1616)

## Armoiries
Les armes de la famille se blasonnent ainsi : écartelé, au 1 et 4, losangé d'or et de gueules, au 2 et 3 d'azur à trois croissants d'or l'un sur l'autre.
Les armoiries sont constituées d'une couronne mi ducale mi royale (petites fleures de lys) surplombant un blason entouré de plume bleues et jaunes. On trouve parfois un haume de duc à la place de la couronne.

## Personnalités

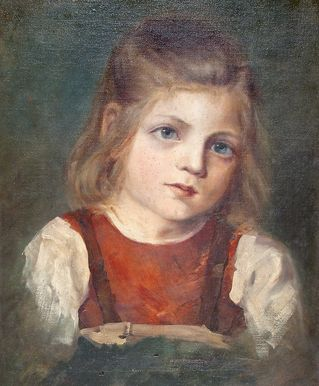
Portrait de Maria Freudenreich enfant.
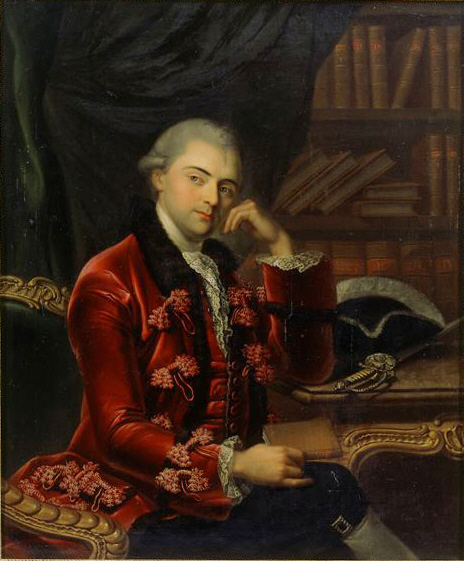
Christoph Friedrich Freudenreich 1755.
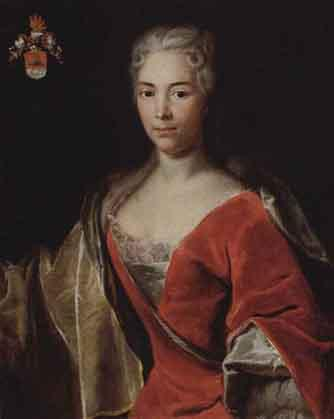
Bildnis Ursula Freudenreich geb. Fischer (1687-1764).
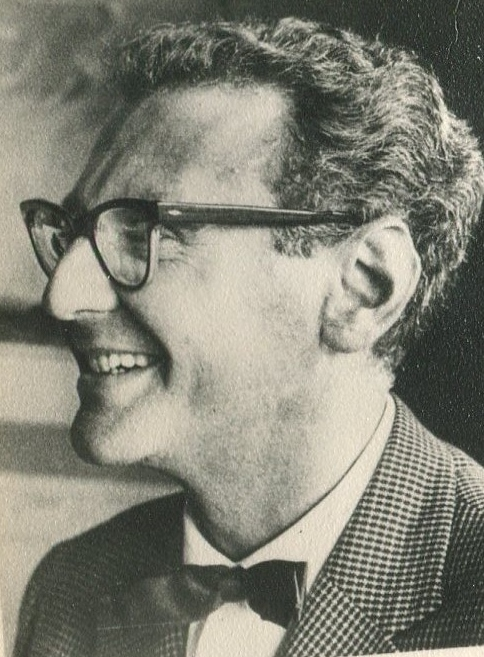
Porträt Johann Freudenreich, langjähriger Polizeireporter der Süddeutschen Zeitung.
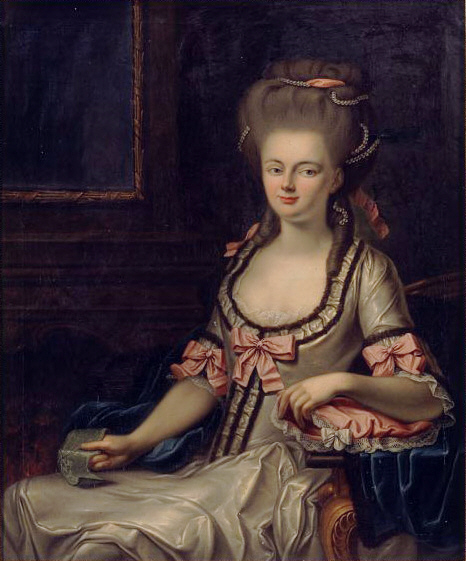
Damenporträt Elisabeth von Freudenreich, geb. Tscharner (1742–1830).

- Abraham Freudenreich (1693-1773), membre du Grand Conseil (1727), du Petit Conseil (1747), banneret (1750-1766), obtention des charges administratives (greffier du tribunal en 1731, grand sautier en 1734, bailli de Bipp en 1741), délégué à la Diète[2].
- Christoph Friedrich von Freudenreich (1748-1821), membre du Grand Conseil (1785, 1814), bailli, député conservateur au Grand Conseil du canton de Berne et premier délégué bernois à la Diète de Fribourg (1803), avoyer (1807-1813), diplomate[3].